# Comedy Casino
Comedy Casino is een televisieprogramma rond stand-upcomedy, typetjeshumor en cabaret dat wordt uitgezonden op de Vlaamse zender VRT Canvas en werd gepresenteerd door Adriaan Van den Hoof (seizoen 1-4). Voor het vijfde seizoen was de presentatie in handen van Marcel Vanthilt en nog later namen respectievelijk Bert Gabriëls en Xander De Rycke de presentatie over. Na een pauze van 12 jaar werd in 2024 een nieuwe reeks uitgezonden met Soe Nsuki als presentatrice.

## Geschiedenis
Het programma was een idee van Patrick De Witte die meer comedy op televisie wou brengen. In een aflevering van Comedy Casino werd een live captatie getoond van enkele humoristen. Gevestigde waarden en opkomende stand-upcomedians uit Vlaanderen werden er afgewisseld met buitenlandse artiesten. 
De opnamen vonden plaats in aanwezigheid van publiek, in een als comedyclub ingerichte zaal in het ICC in Gent (het voormalige Gentse casino; vandaar komt ook de naam van het programma). Het programma werd door sommigen beschouwd als een nieuwe stap in de groeiende populariteit van de stand-upcomedy in Vlaanderen. Voor een aantal comedians betekende het programma het begin van een succesvolle carrière.
Comedy Casino werd voor het eerst uitgezonden in 2005. Van de eerste reeksen verscheen telkens een dvd met de beste momenten van de Vlaamse comedians.
Het programma werd geproduceerd door productiehuis 3Keys van Patrick De Witte.
Na meer dan 100 afleveringen werd het programma in 2012 stopgezet. In april 2024 werd een nieuwe reeks uitgezonden, met Soe Nsuki als MC en geproduceerd door Lecter Media. De show werd opgenomen in zaal Eldorado in Humbeek.

## Enkele bekende komieken uit het programma
- Alex Agnew
- Philippe Geubels
- Bert Kruismans
- Wouter Deprez
- Gunter Lamoot
- Wim Helsen
- Nigel Williams
- Raf Coppens
- Seppe Toremans
- David Galle
- Bert Gabriëls
- Michael van Peel
- Xander De Rycke
- David Galle
- Thomas Smith
- William Boeva
- Jade Mintjens
- Amelie Albrecht

## Comedy Casino Cup
De Comedy Casino Cup is een zusterprogramma van Comedy Casino, tevens uitgezonden op Canvas en gepresenteerd door Adriaan Van den Hoof, waarin via een talentenjacht op zoek gegaan wordt naar nieuw comedy-talent. Het programma kan omschreven worden als een herdachte versie van Idool voor comedians, op Canvas-maat. Vanaf de derde aflevering krijgen de overgebleven kandidaten een coach die hem zal begeleiden.
De eerste reeks Comedy Casino Cup werd uitgezonden in 2007. Winnaar was Xander De Rycke, die in de Handelsbeurs in Gent de finale won voor Philippe Geubels en Iwein Segers. In de jury zaten Stany Crets, Tom Waes, Liv Laveyne en Patrick De Witte. De coaches waren Nigel Williams, Thomas Smith, Gunter Lamoot, Wim Helsen en Alex Agnew.
De tweede reeks Comedy Casino Cup werd uitgezonden eind 2008 en begin 2009. Deze keer was Marcel Vanthilt de presentator. Winnaar van deze editie werd David Galle voor Jeroen Leenders en Steven Gabriëls.
In de jury zaten Bart De Pauw, Tomas De Soete, Liv Laveyne en Patrick De Witte. De coaches waren Alex Agnew, Gunter Lamoot en Nigel Williams.

## Comedy Casino Festival
Het Comedy Casino Festival is een avondvullend festival met Vlaamse en buitenlandse comedy-acts. Dit dochterproject van Comedy Casino werd viermaal georganiseerd.
- De eerste editie, in 2006, vond plaats in de Vooruit te Gent en lokte 2500 toeschouwers.
- De tweede editie, op 9 december 2007, vond plaats in het ICC te Gent. (3000 toeschouwers)
- De derde editie, op 13 december 2008, vond ook plaats in het ICC te Gent
- De vierde editie, op 22 november 2009, vond ook plaats in het ICC te Gent